# Staffan Kihlgren
Karl Staffan Kihlgren, född 5 oktober 1948 i Örebro, död 17 oktober 2002 i Umeå, var en svensk målare och grafiker. Han var son till konstnären Karl Kihlgren och dennes hustru Gunvor Elisabeth Hammar.
Han studerade vid Kungliga konsthögskolan i Stockholm på 1970-talet och med bland andra Nils G. Stjernkvist[källa behövs] som lärare. I sina bilder skapade Kihlgren magiska landskap som var vackra, men också dunkla och ibland svårmodiga, som dagboksblad över människors tillstånd. Utöver sitt måleri verkade han också som föreståndare för Falu Konstgrafiska Verkstad 1982–1987. 
Han blev 1987 professor vid Konsthögskolan i Umeå och var verksam där i två perioder. Kihlgren är begravd på Backens kyrkogård i Umeå.

## Utställningar
Galleri C. Hjärne i Helsingborg, Galleri Versalen i Sundsvall och Dalarnas Museum i Anna Lisa Elfwéns minnesutställning. 

## Representerad
Kihlgren är representerad vid bland annat Kalmar konstmuseum, Moderna museet, Statens konstråd, Örebro läns landsting, kommuner och landsting samt i privata samlingar.